# 丹麦驻华大使馆
丹麦驻华大使馆（丹麥語：Danmarks ambassade i Beijing），是丹麦王国在中华人民共和国的最高外交代表机构。馆址位于中国北京市朝阳区三里屯东五街1号。除了大使馆本馆以外，丹麦也在广州市、上海市设有总领事馆。

## 历史
1950年1月9日，丹麦承认中华人民共和国政府。5月11日，两国建立公使级外交关系，并在北京设置公使馆。1956年2月15日，两国达成协议，将公使馆升格为大使馆。